# Tadeusz Czystohorski

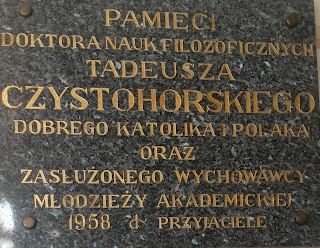
Tablica w starym kościele farnym w Białymstoku

Tadeusz Czystohorski (znany też jako Czystochorski; ur. 20 maja 1895 w Żółkwi, zm. 10 września 1958) – polski biochemik, wykładowca Akademii Medycznej w Białymstoku, poseł na Sejm PRL I kadencji (1952–1956).

## Życiorys
Urodził się w Galicji Wschodniej w mało zamożnej polskiej rodzinie. W latach 1920–1921 służył w Wojsku Polskim. Po studiach pracował jako nauczyciel w szkołach średnich. Działał w Związku Nauczycielstwa Polskiego, był organizatorem Sekcji Szkolnictwa Zawodowego Związku. Lata 1939–1943 spędził w Galicji, gdzie organizował werbunek do partyzantki sowieckiej, a w 1943 znalazł się w Warszawie. W 1945 objął funkcję adiunkta na Uniwersytecie Łódzkim, a w 1950 profesora Akademii Medycznej w Białymstoku. W latach 1953–1958 stał na czele Zakładu Biochemii Lekarskiej Akademii. W 1952 uzyskał mandat do Sejmu I kadencji jako bezpartyjny przedstawiciel Frontu Narodowego w okręgu Białystok.
Materiały archiwalne Tadeusza Czystohorskiego znajdują się w PAN Archiwum w Warszawie pod sygnaturą III-79.